# Gelucourt
Gelucourt é uma comuna francesa na região administrativa de Grande Leste, no departamento de Mosela. Estende-se por uma área de 12,34 km². Em 2010 a comuna tinha 217 habitantes (densidade: 17,6 hab./km²).